# Anstaing
Anstaing ist eine französische Gemeinde im Département Nord in der Region Hauts-de-France. Sie gehört zum Arrondissement Lille und zum Kanton Templeuve-en-Pévèle. Die Bewohner nennen sich Anstinois und Anstinoises.

## Geografie
Die Gemeinde Anstaing liegt im dicht besiedelten Ballungsraum um Lille, zehn Kilometer östlich der Innenstadt von Lille und zwölf Kilometer westlich von Tournai in Belgien
Die ehemalige Route nationale 355 und die A 27 führen über Anstaing. Der Bahnhof Anstaing liegt an der Bahnlinie von Ascq nach Orchies. Anstaing grenzt im Norden an Tressin, im Osten an Chéreng, im Südosten an Gruson, im Südwesten an Sainghin-en-Mélantois und im Westen an Villeneuve-d’Ascq.

## Bevölkerungsentwicklung
| Jahr                       | 1962 | 1968 | 1975 | 1982 | 1990 | 1999 | 2008 | 2020 |
| Einwohner                  | 927  | 1007 | 972  | 1058 | 1115 | 1183 | 1184 | 1559 |
| Quellen: Cassini und INSEE |      |      |      |      |      |      |      |      |

## Sehenswürdigkeiten
- Kirche Saint-Laurent (siehe auch: Grabplatte für Brisse Leroi)
- Kapelle Saint-Piat

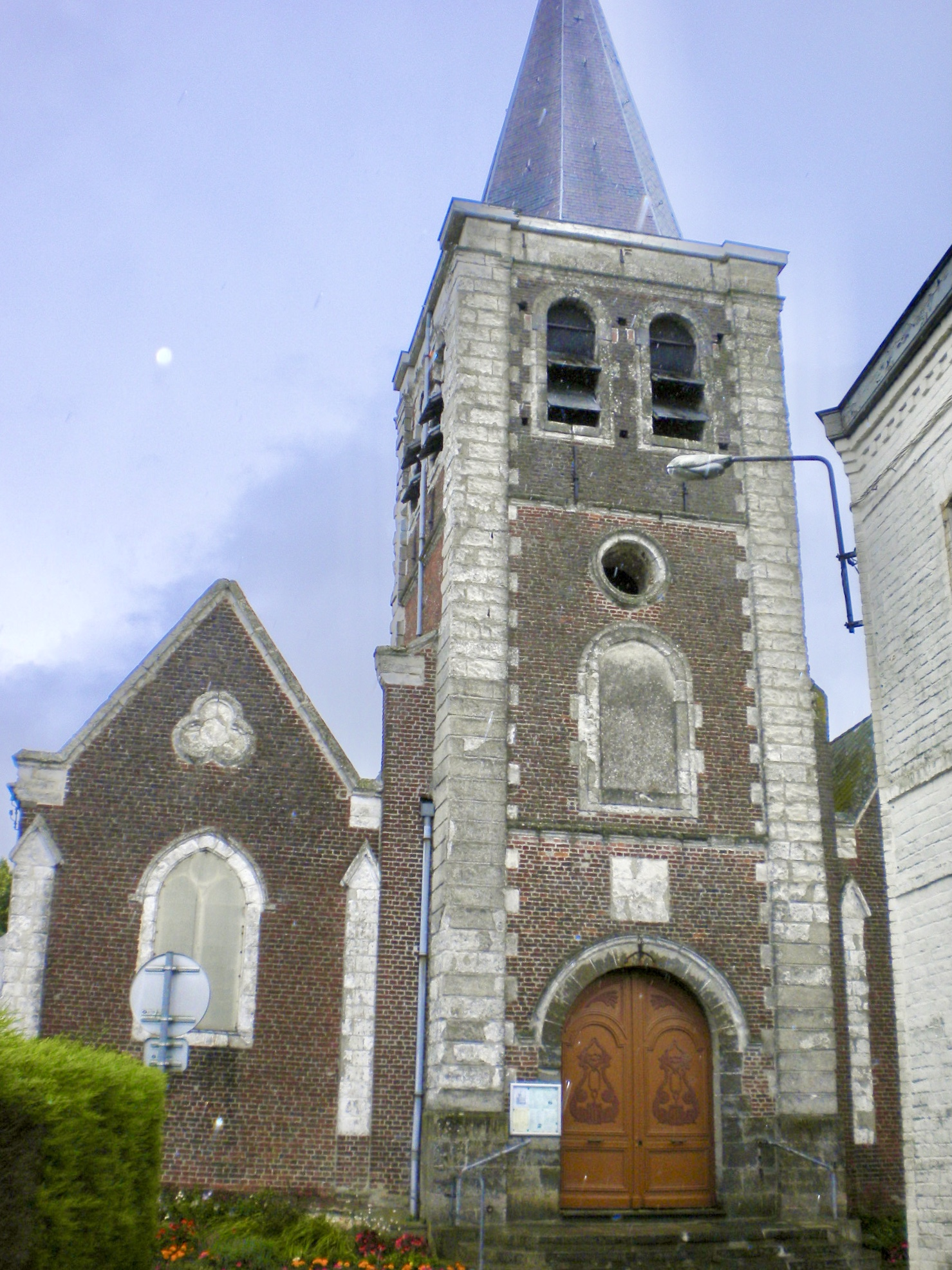
Kirche Saint-Laurent
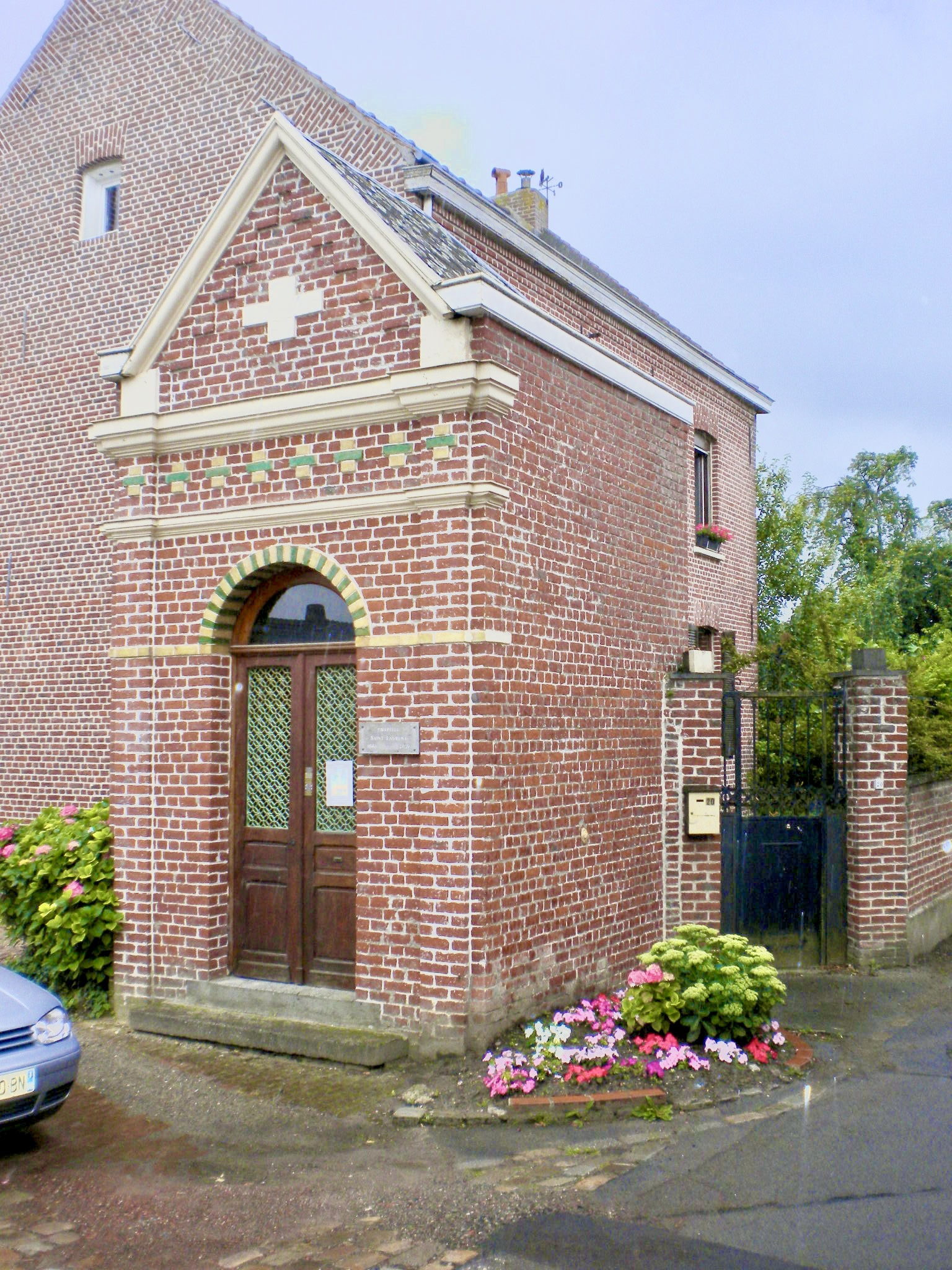
Kapelle Saint-Piat